# Burlövs distrikt
Burlövs distrikt är det enda distriktet i Burlövs kommun i Skåne län.

## Tidigare administrativ tillhörighet
Distriktet inrättades 2016 och utgörs av socknen Burlöv i Burlövs kommun.
Området motsvarar den omfattning Burlövs församling hade 1999/2000. Distriktets omfattning är identiskt med kommunens bortsett från gränsjusteringar som skett efter 2000.